# Saxifraga melanocentra
Saxifraga melanocentra là một loài thực vật có hoa trong họ Saxifragaceae. Loài này được Franch. miêu tả khoa học đầu tiên năm 1896.